# Hoeven

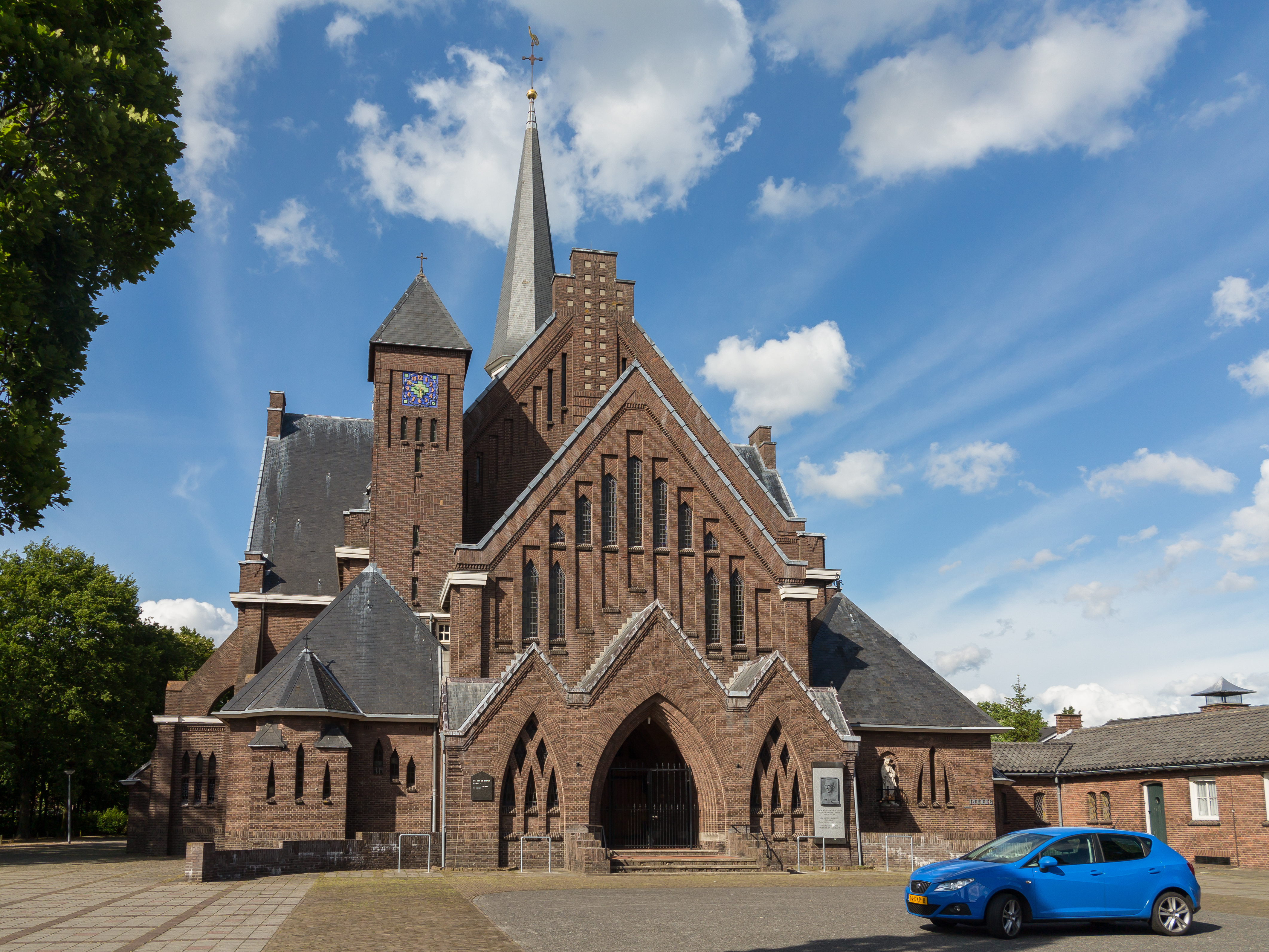
Église : de Heilige Johannes de Doperkerk

Hoeven est un village situé dans la commune néerlandaise de Halderberge, dans la province du Brabant-Septentrional. Le 1er janvier 2007, le village comptait 6 560 habitants.

## Histoire
Hoeven fut une commune indépendante jusqu'au 1er janvier 1997. À cette date, elle fusionne avec Oudenbosch et Oud- en Nieuw-Gastel pour former la nouvelle commune de Halderberge.

## Personnalités
- Roel Dirven (1988-), acteur et doubleur néerlandais, est né à Hoeven.